# Poecilotriccus ruficeps
O Poecilotriccus ruficeps é uma espécie de pássaro na família Tyrannidae.